# 滝ダム
滝ダム（たきダム）は、岩手県久慈市小久慈町1地割、久慈川水系長内川に位置する重力式コンクリートダム。洪水調節・不特定利水・発電を目的とする、岩手県営の多目的ダムである。

## 概要
長内川総合開発事業の一環として、洪水調節、流水の正常な機能の維持、発電を目的として築造された多目的ダムである。ダム管理事務所は、岩手県久慈市小久慈町内。
岩手県内の多目的ダムとしては、綱取ダムと同時に最初に完成したダムである、久慈川の合流点から約9キロメートルの地点に位置するが、計画段階では現在の地点よりも3キロメートル上流の滝地区に建設する予定であった。しかし、地質調査の結果を受け変更した経緯がある。

## 歴史
- 1972年（昭和47年）度 - ダム着工。
- 1982年（昭和57年）度 - ダム竣工。
- 2016年（平成28年）8月 - 台風10号の接近に伴う豪雨により緊急放水を実施[3]。
- 2024年（令和6年）8月12日 - 台風5号の接近に伴う豪雨により緊急放水を実施[4]。

## 諸元
- 堤頂標高：84.0メートル
- 堤高：70.0メートル
- 堤頂長：187.0メートル
- 堤頂巾：6.0メートル
- 堤体積：220,000立方メートル
- 放流設備：
  - 常用洪水吐：コンジットゲート/3門
  - 非常用洪水吐：クレストゲート/2門
  - 利水吐維持放流用：ジェットフローゲート/1門
  - 利水吐灌漑用：ジェットフローゲート/1門
- 地質：砂岩、粘板岩、チャート
- 総事業費：146億円